# Казлу-Рудский район
Казлу-Рудский район (лит. Kazlų Rūdos rajonas) — административно-территориальная единица в составе Литовской ССР, существовавшая в 1950—1962 годах. Центр — город Казлу-Руда.
Казлу-Рудский район был образован в составе Каунасской области Литовской ССР 20 июня 1950 года. В его состав вошли 12 сельсоветов Каунасского уезда, 15 сельсоветов Мариямпольского уезда, 5 сельсоветов Шакяйского уезда и 2 сельсовета Вилкавишкского уезда. В том же году центр района — Казлу-Руда — получил статус города.
28 мая 1953 года в связи с ликвидацией Каунасской области Казлу-Рудский район перешёл в прямое подчинение Литовской ССР.
31 марта 1962 года Казлу-Рудский район был упразднён, а его территория разделена между Капсукским (Казлу-Руда и 3 сельсовета), Шакяйским (2 сельсовета) и Пренайским (4 сельсовета) районами.